# Singapore Darts Masters
Das Singapore Darts Masters war ein Dartturnier, das von der PDC im Rahmen der World Series of Darts veranstaltet wurde.
Das Turnier wurde nur ein einziges Mal im Jahr 2014 ausgetragen. Sieger wurde Michael van Gerwen.

## Historie
Nachdem die World Series of Darts 2013 mit zwei Turnieren über die Bühne gegangen war, wurden im darauffolgenden Jahr insgesamt vier Turniere ausgetragen. Dies wurde am 19. Juni 2014 mit der Bekanntgabe der Singapore Darts Masters verkündet. Gleichzeitig wurde auch das Teilnehmerfeld und die Ticketinfos veröffentlicht. Mit Michael van Gerwen wurde dann der erste und einzige Turniersieger gefunden.

## Format
An dem Turnier nahmen die Top 6 der PDC Order of Merit sowie zwei Wildcarder teil. Der Modus in der ersten Runde war best of 19 legs, im Halbfinale und Finale lautete der Modus dann best of 21 legs.

## Finalergebnisse
| Jahr | Austragungsort                     | Sieger             | Ergebnis | Finalist       | Preisgeld | Preisgeld |
| Jahr | Austragungsort                     | Sieger             | Ergebnis | Finalist       | Gesamt    | Sieger    |
| ---- | ---------------------------------- | ------------------ | -------- | -------------- | --------- | --------- |
| 2014 | Singapore Indoor Stadium, Singapur | Michael van Gerwen | 11 : 8   | Simon Whitlock | 0£125.000 | 0£30.000  |